# Karl Friedrich Kühn

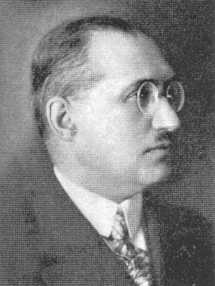
Karl Friedrich Kühn

Karl Friedrich Kühn (meist Karl Kühn oder Karl F. Kühn; * 17. Februar 1884 in Trautenau, Bezirk Trautenau (Königreich Böhmen); † 8. Mai 1945 in Prag, Tschechoslowakei) war ein deutsch-böhmischer Architekt, Denkmalpfleger und Kunsthistoriker.

## Leben
Sein Vater war der Trautenauer Baumeister Konrad Kühn, sein Bruder der Architekt Max Kühn. Von 1903 bis 1908 studierte er Architektur an der Technischen Hochschule Wien und wurde dort 1909 zum Dr. Ing. promoviert. Daneben hatte er Kunstgeschichte bei Max Dvořák gehört. Nach Tätigkeit bei den Bauämtern in Reichenberg und Kratzau wurde er 1912 technischer Sekretär beim Prager Landeskonservator der K.K. Zentralkommission für Denkmalpflege. 1913 wurde er Landeskonservator für die deutsche Sektion von Böhmen, 1916 auch für die böhmische Sektion. Nach Gründung der Tschechoslowakei wurde er 1918 Konservator am Staatlichen Denkmalinstitut der neuen Republik. 1919 habilitierte er sich an der Deutschen Technischen Hochschule in Prag für das Fachgebiet Denkmalpflege, 1924 wurde er dort Privatdozent für Denkmalpflege, 1930 außerordentlicher Professor. 1935 wurde er ordentlicher Professor für Architekturgeschichte, Kunstgeschichte, Ästhetik und Denkmalpflege an der Deutschen Technischen Hochschule in Brünn und schied aus dem Denkmalinstitut aus. Nach der Errichtung des Protektorats Böhmen und Mähren im Jahr 1939 wurde er zum Leiter der Brünner Zweigstelle des Denkmalschutzamtes ernannt. Nach dem Zusammenlegen der Brünner und der Prager Zweigstelle 1941 und der Einberufung von deren Leiter Wilhelm Turnwald wurde er 1942 Leiter der gesamten Denkmalpflege in Böhmen und Mähren. In dieser Funktion machte er sich um den Schutz der beweglichen und unbeweglichen Denkmäler in Böhmen und Mähren vor der Zerstörung durch Kriegsereignisse verdient.

## Veröffentlichungen (Auswahl)
- Die Dreifaltigkeitskirche des Stiftes Kukus – ein Meisterwerk des Barock. Dissertation 1909.
- Elektrische Leitungen in Stadt und Land, ihre schönheitlichen Forderungen. Eine denkmalpflegerische und heimatschützlerische Studie. Sudetendeutscher Verlag F. Kraus, Reichenberg 1924.
- Die schöne Altstadt. Ihr Schutz, ihr Umbau, ihre Verkehrsverbesserung. Eine Untersuchung zur praktischen Auswertung der Erkenntnis vom Wesen der alten Stadt. Ernst & Sohn, Berlin 1932 (Digitalisat).
- Topographie der historischen und kunstgeschichtlichen Denkmale im Bezirke Reichenberg. Rohrer, Brünn/Prag/Leipzig/Wien 1934 (Digitalisat).
- Fliegerschutz für Kunst- und Kulturdenkmale. Ein technischer Wegweiser. Rohrer, Brünn/Prag/Leipzig/Wien 1938.
- Verzeichnis der kunstgeschichtlichen und historischen Denkmale im Landkreis Friedland. Hrsg. von Kristina Uhlíková. Artefactum, Prag 2013.